# Rebecca of Sunnybrook Farm (pel·lícula de 1917)
Rebecca of Sunnybrook Farm és una pel·lícula muda dirigida per Marshall Neilan per a la Artcraft i protagonitzada per Mary Pickford. La pel·lícula, escrita per Frances Marion a partir de la novel·la homònima de Kate Douglas Wiggin (1903), es va estrenar amb gran èxit el 22 de setembre de 1917. Els anys 1932 i 1938 es van fer dues noves versions de la novel·la protagonitzades per Marian Nixon i Shirley Temple, respectivament.

## Argument
Rebecca Randall viu amb la seva família plena de germanes i germans a la granja Sunnybrook que té una hipoteca de molts diners a sobre. Els seus pares l'envien a viure a casa de la seva tia Hannah a Nova Anglaterra, una dona molt estricta, i les seves ties Jane i Miranda. Allà coneix Adam Ladd, un jove del poble amb qui es fan molt amics. Un dia, Rebecca promet casar-se amb Adam quan sigui gran. Com que és una noia molt trapassera la seva tieta, incapaç de suportar les seves bromes, l'envia a un internat. Allà es converteix en una bella dama. La felicitat de Rebecca s'esvaeix quan mor la seva tia Miranda, però, a mesura que passen els mesos, recupera l'alegria de viure quan finalment es paga la hipoteca de la casa de la mare i es casa amb Adam.

## Repartiment
- Mary Pickford (Rebecca Randall)
- Eugene O'Brien (Adam Ladd)
- Helen Jerome Eddy (tieta Hannah Randall)
- Charles Stanton Ogle (Mr. Cobb)
- Marjorie Daw (Emma Jane Perkins)
- Mayme Kelso (Jane Sawyer)
- Jane Wolfe (Mrs. Randall)
- Josephine Crowell (Miranda Sawyer)
- Jack McDonald (reverend Jonathan Smellie)
- Violet Wilkey (Minnie Smellie)
- F. A. Turner (Mr. Simpson)
- Kate Toncray (Mrs. Simpson)
- Emily Gerdes (Clara Belle Simpson)
- Wesley Barry (noi a l'escola, no acreditat)